# Vincent
För andra betydelser, se Vincent (olika betydelser).
Vincent är ett mansnamn med latinskt ursprung och med betydelsen segrande. Namnet har använts i Sverige sedan 1400-talet.
Vincent var tidigare ovanligt i Sverige och användes mest i vallonska släkter, men är just nu ett stort modenamn. Sedan 2006 har namnet varit bland de 50 mest populära pojknamnen, sedan 2010 ett av de 20 mest populära och sedan 2014 ett av de tio mest populära.
Den 31 december 2005 fanns det totalt 5 306 personer i Sverige med namnet, varav 2005 med det som tilltalsnamn. Den 31 december 2009 fanns det totalt 7 554 personer i Sverige med namnet, varav 3 719 med det som tilltalsnamn.
Namnsdag: I Sverige 22 januari. I den finlandssvenska namnsdagslängden har Vincent namnsdag 3 maj sedan 2010.

## Personer med namnet Vincent
- Vincent Anthony Vaughn, amerikansk skådespelare
- Vincent Auriol, fransk politiker, president 1947-1954
- Vincent Benedetti, fransk greve och diplomat
- Vincent Cable, brittisk parlamentsledamot
- Vincent Dahlbäck, journalist och författare
- Vincent Damon Furnier, amerikansk rocksångare, mer känd som Alice Cooper
- Vincent Gallo, amerikansk skådespelare
- Vincent 'Chin' Gigante, amerikansk maffiaboss
- Vincent van Gogh, holländsk konstnär
- Vincent Harris, brittisk arkitekt
- Vincent Jonasson, svensk sångare
- Vincent Lopez, amerikansk musiker
- Vincent Margera  (Don Vito), amerikansk kändis
- Vincent de Paul, fransk präst, helgon
- Vincent Pontare, svensk artist
- Vincent Price, amerikansk skådespelare
- Vincent Radermecker, belgisk racerförare
- Vincent Rose, amerikansk kompositör
- Vincent Schiavelli, amerikansk skådespelare
- Vincent Scotto, fransk kompositör
- Vincent V. Severski, polsk författare och underrättelseagent
- Vincent Spano, amerikansk skådespelare
- Vincent av Zaragoza, spanskt helgon
- Prins Vincent av Danmark, dansk prins född 2011

## Efternamn
- Earl W. Vincent, amerikansk politiker
- Gene Vincent, amerikansk musiker
- Vinnie Vincent, amerikansk musiker